# Cibiana di Cadore
Cibiana di Cadore est une commune de la province de Belluno dans la région Vénétie en Italie.

## Géographie
Cibiana di Cadore est une commune de 450 habitants, située à 985 mètres d'altitude, dans la région naturelle de Cadore dans les Dolomites. 

## Administration
| Période                                  | Période  | Identité       | Étiquette | Qualité |
| ---------------------------------------- | -------- | -------------- | --------- | ------- |
| 30 mai 2006                              | En cours | Guido De Zordo |           |         |
| Les données manquantes sont à compléter. |          |                |           |         |

### Hameaux
Borgate: Masarié, Cibiana di Sotto, Pianezze, Strassei, Sù Gesia, Le Nove, Col, Pian Gran, Dèona

### Communes limitrophes
Forno di Zoldo, Ospitale di Cadore, Valle di Cadore,  Vodo di Cadore

## Culture

### Muralès

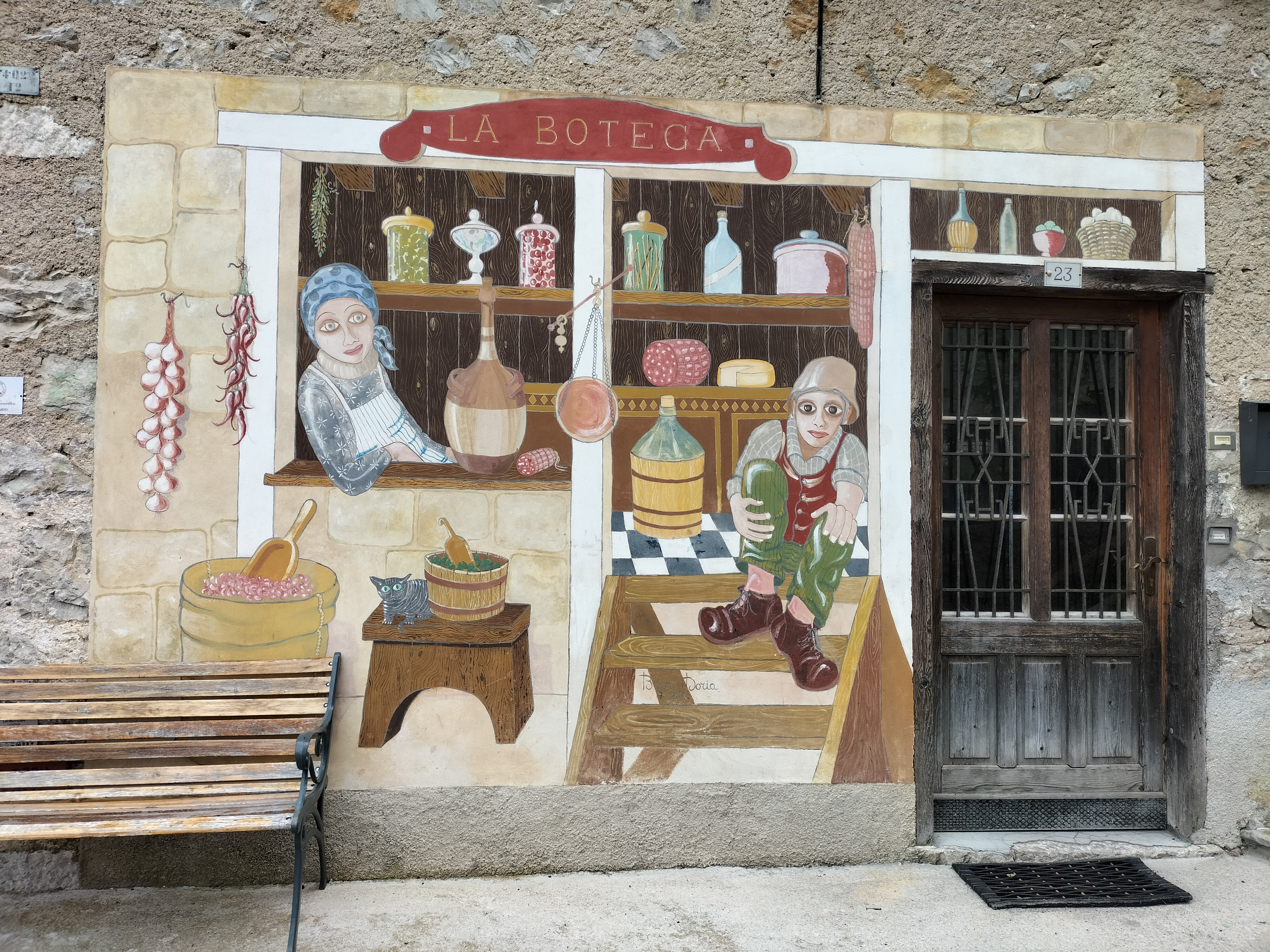
Peinture murale de Cibiana di Cadore

Dans le village, on trouve des peintures murales sur les façades de nombreuses maisons, représentant des scènes de la vie locale. On appelle ces peintures les muralès.

### Fêtes et évènements
L'été, généralement le dernier week-end de juillet, les habitants font revivre les  métiers locaux comme du temps de leurs ancêtres. On peut par exemple voir les hommes travailler le fer ou le bois, les femmes préparer le fromage ou s'activer à des travaux d'aiguille voire faire des pantoufles.

### Musées
À partir de "Déona" ou Passo Cibiana, on peut monter jusqu'au "monte Rite" à 2 189 m, où se trouve le musée le plus haut d'Europe : le museo nelle nuvole (« musée dans les nuages ») sur l'histoire des Dolomites.

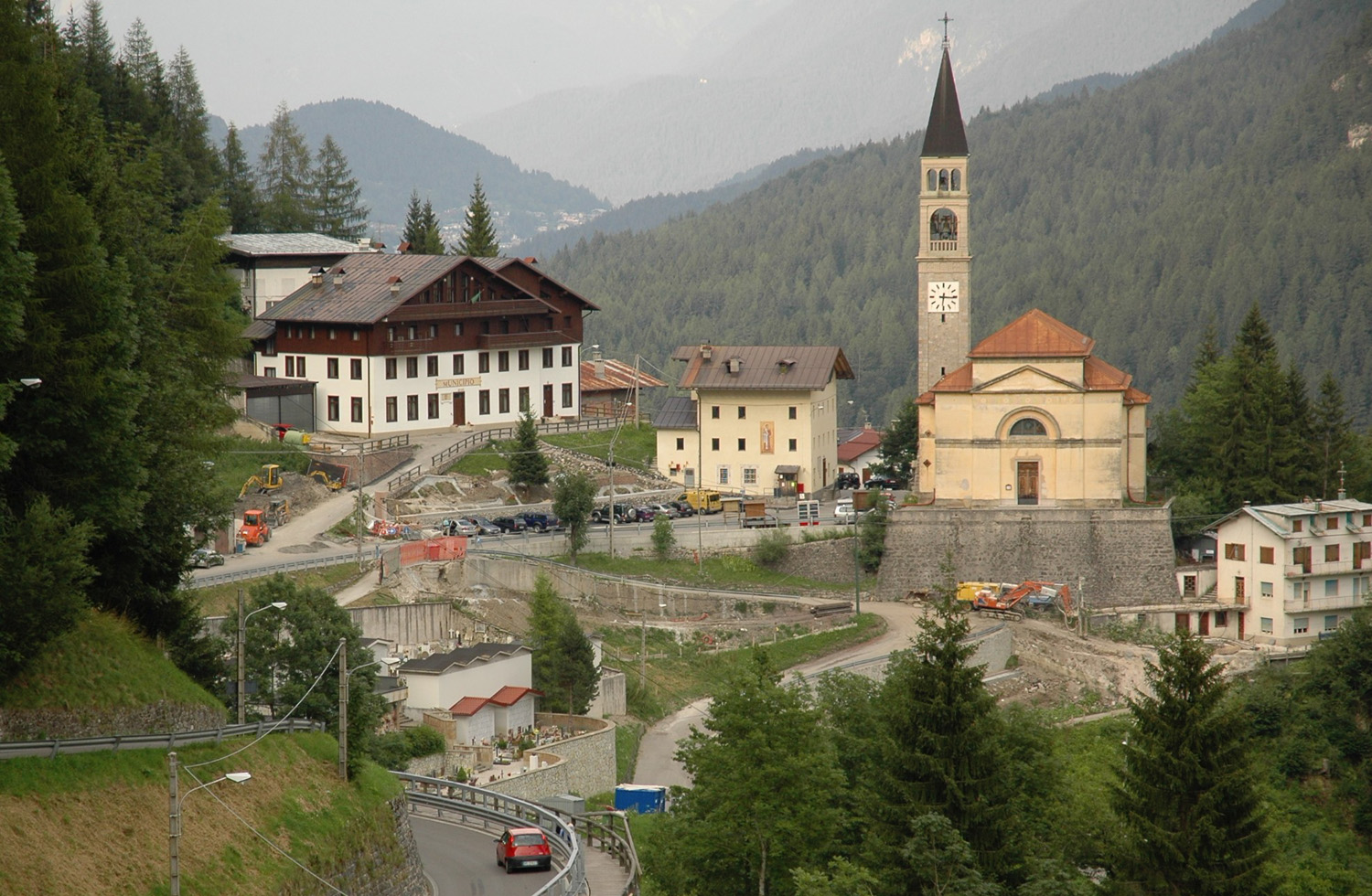
L'église et la mairie
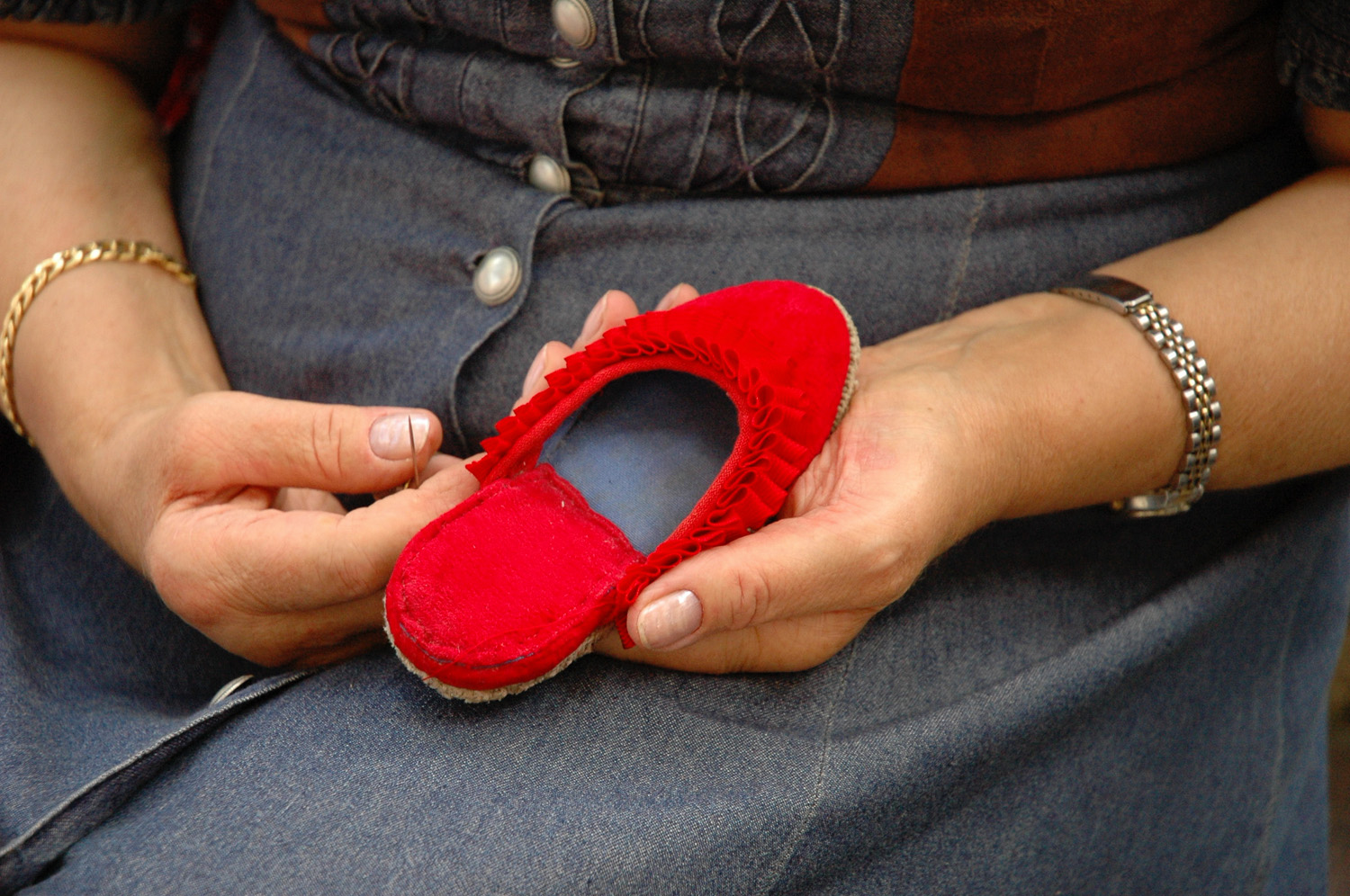
Pantoufle faite à la main
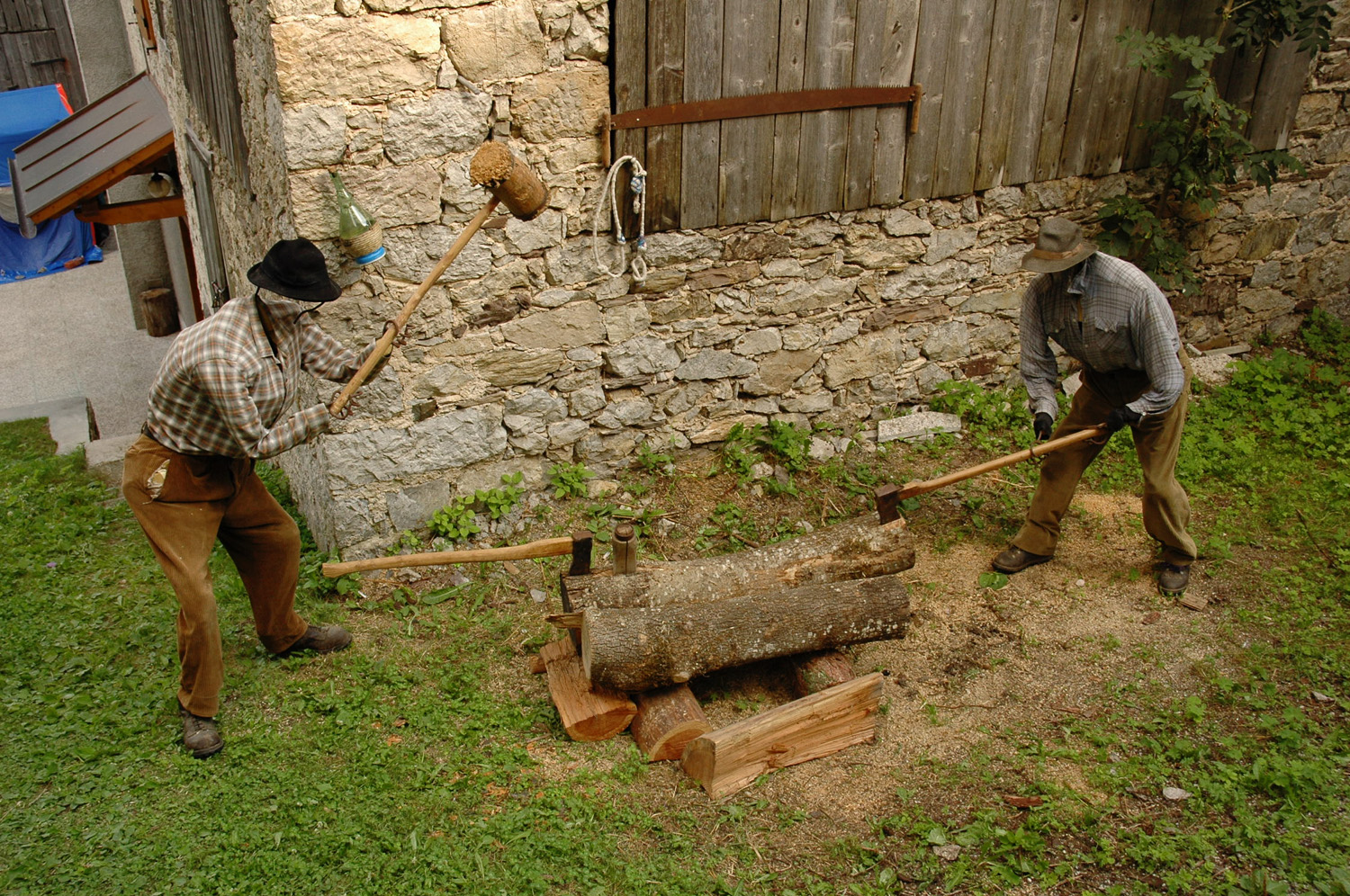
Ancien métier